# Hans Gerhard Zeger
Hans Gerhard Zeger (* 28. September 1955 in Wien) ist Autor mehrerer Werke zu den Themen Privatsphäre und Informationsgesellschaft. Er war mehrere Jahre Mitglied des österreichischen Datenschutzrates und er war als Evaluator für die EU tätig.

## Leben
Nach Absolvierung der HTL für Nachrichtentechnik studierte Zeger Mathematik, Philosophie und Sozialwissenschaften und promovierte 1982 an der Universität Wien in Philosophie. Seit 1990 ist er Obmann der ARGE Daten und er war ab 1996 Mitglied des Datenschutzrates. Auch unterrichtete er an den Universitäten in Wien, Innsbruck und Linz und ist seit 2002 Geschäftsführer der e-commerce monitoring GmbH.

## Schriften (Auszug)
- Aktion Feigenblatt – Datenschutz auf Österreichisch. ASTA, Wien 1988, ISBN 3-900515-02-6
- aSOZIALeDATEN. ASTA, Wien 1989, ISBN 3-900515-03-4.
- Alpen-Stasi – die II. Republik im Zerrspiegel der Staatspolizei. Ed. Sandkorn, Linz 1990, ISBN 3-901100-04-0.
- Datenschutz in Österreich – so erfahren Sie, wer was über Sie speichert; so führen Sie Ihre Datenverarbeitung korrekt. Perlen-Reihe, Wien 1991, ISBN 3-85223-239-2.
- Mensch – Nummer – Datensatz, unsere Lust an totaler Kontrolle. Residenz-Verlag, Salzburg 2008, ISBN 978-3-7017-3102-2.
- Paralleluniversum Web 2.0: Wie Online-Netzwerke unsere Gesellschaft verändern. Kremayr und Scheriau, Wien 2009, ISBN 978-3-218-00792-4.